# TAI Anka-3

El TUSAŞ Anka-3 es un proyecto de avión de combate no tripulado y desarrollado por la empresa turca de defensa TUSAŞ. Este diseño, impulsado por un motor turbofan, cuenta con sistemas de armas integrados en el fuselaje, una alta capacidad de carga útil, características furtivas (stealth) y un diseño sin cola. Actualmente, los trabajos de diseño y desarrollo del Anka-3 continúan en curso.
El Anka-3, un avión de combate no tripulado furtivo desarrollado por TAI (Turkish Aerospace Industries), realizó su primer vuelo público el 3 de octubre de 2024 durante el evento TEKNOFEST 2024 celebrado en Adana. Posteriormente, el 30 de octubre de 2024, el Anka-3 completó con éxito una misión de asignación de objetivos y control en colaboración con el TAI Hürjet, marcando un hito histórico al convertirse en el primer UAV controlado desde otra aeronave, en línea con el concepto de avión de combate de sexta generación.

## Desarrollo
"El proceso de desarrollo del Anka-3, mantenido en secreto para el público, reveló sus primeras imágenes de diseño el 24 de diciembre de 2022, cuando fueron publicadas en el periódico Yeni Şafak. Sin embargo, las imágenes publicadas no fueron verificadas por ninguna autoridad oficial. El entonces director general de TUSAŞ, Temel Kotil, anunció que un prototipo de pequeño tamaño del Anka-3 había realizado su primer vuelo, y que el prototipo a escala real del Anka-3 llevaría a cabo su primer vuelo entre marzo y abril de 2023.  El 18 de marzo de 2023, el primer prototipo a tamaño real fue retirado del hangar y exhibido públicamente. El 28 de diciembre de 2023, el Anka-3 realizó su primer vuelo.  En enero de 2025, el Anka-3 completó con éxito una misión de ataque utilizando la bomba interna TOLUN.

## Diseño
Sobre el diseño del Anka-3, según las imágenes filtradas, se dedujo que presenta una forma en V, carece de estabilizadores verticales y horizontales, cuenta con una estación de armas interna y está equipado con un único motor turbofán. Además, de acuerdo con la información obtenida, el Anka-3 tendrá un peso máximo al despegue de 7 toneladas. Dado que también se ha previsto que el Anka-3 TİSU/MİUS tenga capacidad para despegar y aterrizar en buques, una vez que entre en servicio podrá operar no solo desde bases aéreas, sino también en buques de guerra de superficie como portaaviones o LHD.

## Especificaciones técnicas

### Actuación
- Velocidad máxima: 835 kilómetros por hora
- Altitud máxima : 44.000 pies [9]
- Altitud de servicio : 40.000 pie
- Peso de la carga útil : 1200 kilogramos [10]
- Motor : motor turbofán TEİ TF6000 de 6000 lb
- Resistencia aérea : 10 horas [11]

## Usuarios
- Turquía

## Fuente
1. ↑  «Elektronik harpte Türkiye'nin vurucu gücü olacak: ANKA-3 MİUS'un ilk görüntüsü ortaya çıktı». turkiyegazetesi.com.tr. 24 Aralık 2022. Archivado desde el original el 22 Ocak 2023. Consultado el 22 Ocak 2023.
2. ↑  «Çılgın SİHA ANKA-3 ilk uçuşuna hazırlanıyor». savunmatr.com. 10 Ocak 2023. Archivado desde el original el 10 Ocak 2023. Consultado el 22 Ocak 2023.
3. ↑  «Türkiye’nin insansız savaş uçağı TUSAŞ ANKA-3’ün ilk uçuş tarihi açıklandı!». donanimhaber.com. 9 Ocak 2023. Archivado desde el original el 9 Ocak 2023. Consultado el 22 Ocak 2023.
4. ↑  «ANKA-3 gün yüzüne çıktı». defenceturk.net. Defence Turk. 18 Mart 2023. Archivado desde el original el 18 Mart 2023. Consultado el 18 Mart 2023.
5. ↑  «ANKA-3 İnsansız Savaş Uçağı’ndan ilk fotoğraf» (en türkçe). Savunma Sanayi ST. 18 Mart 2023. Consultado el 18 Mart 2023.
6. ↑  «ANKA-3 İnsansız Savaş Uçağı ilk uçuşunu gerçekleştirdi» (en türkçe). 28 Aralık 2023. Archivado desde el original el 28 Aralık 2023. Consultado el 28 Aralık 2023.
7. ↑  «TUSAŞ’ın İnsansız Savaş Uçağı ANKA-3’ten İlk Görüntüler». 24 Aralık 2022. Consultado el 22 Ocak 2023.
8. ↑  «Arşivlenmiş kopya». Archivado desde el original el 22 Aralık 2023. Consultado el 22 Aralık 2023.
9. ↑  «Uçuşa hazırlanan ANKA-3 piste çıktı». savunmasanayiidergilik.com. Archivado desde el original el 28 Aralık 2023. Consultado el 28 Aralık 2023.
10. ↑  «Milli insansız savaş uçağı ANKA-3 ilk uçuşunu gerçekleştirdi». Defense Here (en tr-TR). 28 Aralık 2023. Archivado desde el original el 28 Aralık 2023. Consultado el 28 Aralık 2023.
11. ↑  «Arşivlenmiş kopya». Archivado desde el original el 28 Aralık 2023. Consultado el 28 Aralık 2023.